# Caryonopera
Caryonopera é um gênero de traça pertencente à família Arctiidae.